# Cellule (Puy-de-Dôme)
Pour les articles homonymes, voir Cellule.
Cellule est une ancienne commune française située dans le département du Puy-de-Dôme, en région Auvergne-Rhône-Alpes, devenue, le 1er janvier 2016, une commune déléguée de la commune nouvelle de Chambaron sur Morge.
Ses habitants sont appelés les Cellulois.

## Géographie

### Localisation
Cellule est une ancienne petite commune qui se situe au nord de Riom, au nord du département du Puy-de-Dôme ; elle est arrosée par le Chambaron, affluent de la Morge.
La commune est répartie entre le bourg principal de Cellule et deux hameaux, Saulnat et Pontmort.
Sept communes sont limitrophes :
| Beauregard-Vendon      | La Moutade | Le Cheix           |
| Davayat                | Cellule    | Varennes-sur-Morge |
| Saint-Bonnet-près-Riom |            | Pessat-Villeneuve  |

### Voies de communication et transports

#### Voies routières
La commune est traversée par la route départementale 2009, ancienne route nationale 9, axe de Gannat et Aigueperse à Riom et Clermont-Ferrand. Celle-ci sépare le chef-lieu de la commune et le hameau de Pontmort, dont l'accès par la RD 17 est en tronc commun sur plusieurs mètres avec la RD 2009 au passage sous la ligne de Saint-Germain-des-Fossés à Nîmes-Courbessac. Cette RD 17 relie Davayat à l'ouest et Varennes-sur-Morge à l'est ; une RD 17a dessert le hameau de Pontmort. La RD 422 relie Cellule à la RD 2009 au sud de cette même commune ; la RD 423 relie Pontmort à Pessat-Villeneuve tandis que la RD 424 relie Pontmort à La Moutade.

#### Transports ferroviaires
La gare de Pontmort est desservie par des trains TER Auvergne-Rhône-Alpes reliant les gares de Gannat (plus rarement Montluçon) et de Clermont-Ferrand.

#### Transports en commun
Des transports scolaires sont assurés entre Cellule, Pontmort, Saulnat et la commune voisine de Davayat, en période scolaire. Une ligne scolaire, gérée par la communauté de communes, assure la desserte vers les collèges et lycées de Riom.
La ligne 67 du réseau de transports interurbains du département (Transdôme) dessert l'ancienne commune. Les autocars, effectuant la relation Clermont-Ferrand – Gannat, s'arrêtent sur la route départementale 2009.
L'ancienne commune est également desservie par la ligne périurbaine A du réseau de transports urbains de Riom Communauté (transport à la demande, réservation nécessaire).

## Urbanisme
Le plan local d'urbanisme a été approuvé par le conseil municipal du 24 février 2014.

### Logement
En 2012, la commune comptait 419 logements, contre 327 en 2007. Parmi ces logements, 92,6 % étaient des résidences principales, 2,4 % des résidences secondaires et 5 % des logements vacants. Ces logements étaient pour 95,5 % d'entre eux des maisons individuelles et pour 4,5 % des appartements.
La proportion des résidences principales, propriétés de leurs occupants était de 89,2 %, en baisse sensible par rapport à 2007 (90,8 %). La part de logements HLM loués vides était de 0,5 % (contre 0,7 %).

## Toponymie
Le nom de la localité est attesté sous les formes Cellolio en 1230, Celuille au XIVe siècle, Celloule au XVe siècle puis Celeulle au XVIe siècle.
Du gaulois (celtique) *Celloialon tombé plus tardivement dans l'attraction du mot roman cellule (attesté seulement en français à partir du XVIe siècle et emprunté au latin classique cellula). Il se compose des éléments celtiques *cellos « marteau (ou frappeur) » et *ialon « clairière, lieu défriché » > « village ».

## Histoire
Située dans la plaine de la Limagne, Cellule est une petite commune éclatée en trois villages : Cellule, Saulnat et Pontmort. Jusqu'au XIXe siècle, le bourg était chef-lieu de La Moutade et du Cheix-sur-Morge, qui étaient rattachés à Cellule.
La commune était connue grâce au séminaire des pères du Saint-Esprit fondé en 1856, dont le rayonnement s'étendait au monde entier avec ses missionnaires qui partaient dans les colonies. Les pères spiritains sont partis et l'établissement est devenu aujourd'hui un foyer d'accueil pour handicapés. Les locaux ont servi de cadre au tournage du film La Meilleure Façon de marcher.
Le 1er janvier 2016, les communes de Cellule et La Moutade fusionnent pour former Chambaron-sur-Morge,. Les deux communes ont choisi de fusionner face à la baisse des dotations de l'État. La mairie de la nouvelle commune sera installée dans les locaux de la mairie de La Moutade.

## Politique et administration

### Administration municipale
Le conseil municipal est composé de trois adjoints, d'un conseiller municipal délégué et de dix conseillers municipaux.

### Liste des maires délégués
| Période      | Période  | Identité          | Étiquette | Qualité                      |
| ------------ | -------- | ----------------- | --------- | ---------------------------- |
| janvier 2016 | En cours | Philippe Gaillard |           | Maire de Chambaron sur Morge |

### Liste des maires
| Période                                  | Période       | Identité                        | Étiquette | Qualité                                                  |
| ---------------------------------------- | ------------- | ------------------------------- | --------- | -------------------------------------------------------- |
| Les données manquantes sont à compléter. |               |                                 |           |                                                          |
| 1792                                     | 1795          | Michel Montel                   |           |                                                          |
| 1795                                     | 1800          | agents municipaux               |           |                                                          |
| 1800                                     | 1812          | Jean Demay                      |           |                                                          |
| 1812                                     | 1829          | Paul-Amable Ferrand de Fontorte |           |                                                          |
| 1829                                     | 1830          | Marien Vidal                    |           |                                                          |
| 1830                                     | 1831          | Antoine Duchamp                 |           | Avocat à Riom                                            |
| 1831                                     | 1836          | Robert Fargette                 |           | Cabaretier                                               |
| 1836                                     | 1837          | Claude Garron                   |           | Avocat à Riom                                            |
| 1837                                     | 1855          | Antoine Duchamp                 |           |                                                          |
| 1855                                     | 1870          | Louis Dupuy                     |           |                                                          |
| 1870                                     | 1876          | Gabriel Mignot                  |           |                                                          |
| 1876                                     | 1878          | Louis François Guillaume Huguet |           | Avocat à Riom                                            |
| 1878                                     | 1880          | Henri de Fretat                 |           |                                                          |
| 1880                                     | 1887          | Gilbert Taragnat                |           |                                                          |
| 1887                                     | 1900          | Joseph Moignon                  |           |                                                          |
| 1900                                     | 1904          | Blaise Court                    |           |                                                          |
| 1904                                     | 1916          | Gabriel Mignot                  |           |                                                          |
| 1916                                     | 1921          | Marien Deat                     |           | fonction de 1916 à 1919                                  |
| 1921                                     | 1950          | Jean Demay                      |           |                                                          |
| 1950                                     | 1977          | Jean Lescure                    |           |                                                          |
| 1977                                     | 1983          | Paul Gaillard                   |           |                                                          |
| mars 1983                                | 2005          | Colette Demay                   |           | Vice-présidente de Riom-Communauté chargée de la culture |
| 2005                                     | mars 2014     | Pierre Chaput                   |           |                                                          |
| mars 2014                                | décembre 2015 | Philippe Gaillard               |           |                                                          |

### Rattachements administratifs et électoraux
Sur le plan administratif, Cellule dépendait en 1793 du district de Riom, puis de l'arrondissement de Riom depuis 1801 ; ainsi que du canton d'Artonne en 1793 puis de Riom-Est de 1801 à mars 2015 : à la suite du redécoupage cantonal appliqué en 2015, la commune est rattachée au canton de Riom.
Sur le plan judiciaire, Cellule dépend de la cour administrative d'appel de Lyon, de la cour d'appel de Riom, du de Clermont-Ferrand, de la cour d'assises du Puy-de-Dôme à Riom, du tribunal de proximité de Riom, des tribunaux administratif, judiciaire et de commerce de Clermont-Ferrand.

## Population et société

### Démographie
L'évolution du nombre d'habitants est connue à travers les recensements de la population effectués dans la commune depuis 1793. À partir du 1er janvier 2009, les populations légales des communes sont publiées annuellement dans le cadre d'un recensement qui repose désormais sur une collecte d'information annuelle, concernant successivement tous les territoires communaux au cours d'une période de cinq ans. 
Pour les communes de moins de 10 000 habitants, une enquête de recensement portant sur toute la population est réalisée tous les cinq ans, les populations légales des années intermédiaires étant quant à elles estimées par interpolation ou extrapolation. Pour la commune, le premier recensement exhaustif entrant dans le cadre du nouveau dispositif a été réalisé en 2007,.
En 2013, la commune comptait 1 159 habitants, en évolution de +19,12 % par rapport à 2008 (Puy-de-Dôme : +2,35 %, France hors Mayotte : +2,49 %).
| 1793  | 1800  | 1806  | 1821  | 1831  | 1836  | 1841  | 1846  | 1851  |
| ----- | ----- | ----- | ----- | ----- | ----- | ----- | ----- | ----- |
| 1 324 | 1 514 | 1 689 | 1 756 | 2 027 | 2 112 | 2 103 | 2 120 | 2 158 |

| 1856  | 1861  | 1866  | 1872 | 1876 | 1881 | 1886 | 1891 | 1896 |
| ----- | ----- | ----- | ---- | ---- | ---- | ---- | ---- | ---- |
| 2 139 | 2 201 | 1 987 | 949  | 977  | 976  | 942  | 866  | 883  |

| 1901 | 1906 | 1911 | 1921 | 1926 | 1931 | 1936 | 1946 | 1954 |
| ---- | ---- | ---- | ---- | ---- | ---- | ---- | ---- | ---- |
| 830  | 570  | 650  | 659  | 659  | 639  | 671  | 561  | 505  |

| 1962 | 1968 | 1975 | 1982 | 1990 | 1999 | 2007 | 2011  | 2013  |
| ---- | ---- | ---- | ---- | ---- | ---- | ---- | ----- | ----- |
| 430  | 461  | 450  | 534  | 726  | 670  | 911  | 1 109 | 1 159 |

La population de la commune est relativement jeune. Le taux de personnes d'un âge supérieur à 60 ans (16,1 %) est en effet inférieur au taux national (23,6 %) et au taux départemental (25,8 %).
À l'instar des répartitions nationale et départementale, la population féminine de la commune est supérieure à la population masculine. Le taux (52,65 %) est supérieur au taux national (51,6 %).
| Hommes | Classe d’âge | Femmes |
| ------ | ------------ | ------ |
| 0,2    | 90 ans ou +  | 0,2    |
| 3,7    | 75 à 89 ans  | 4,8    |
| 10,6   | 60 à 74 ans  | 12,7   |
| 18,7   | 45 à 59 ans  | 19,1   |
| 32,1   | 30 à 44 ans  | 29,7   |
| 11,9   | 15 à 29 ans  | 10,4   |
| 22,8   | 0 à 14 ans   | 23,1   |

| Hommes | Classe d’âge | Femmes |
| ------ | ------------ | ------ |
| 0,5    | 90 ans ou +  | 1,3    |
| 6,9    | 75 à 89 ans  | 10,8   |
| 15,7   | 60 à 74 ans  | 16,2   |
| 20,8   | 45 à 59 ans  | 20,3   |
| 19,8   | 30 à 44 ans  | 18,2   |
| 19,2   | 15 à 29 ans  | 17,7   |
| 17     | 0 à 14 ans   | 15,5   |

### Enseignement
Cellule dépend de l'académie de Clermont-Ferrand. Elle gère l'école élémentaire publique Marius-Pourtier.
La commune possède, depuis 1999, un regroupement pédagogique avec Davayat. Aussi, les élèves de maternelle (petite, moyenne et grande section), de CP et de CE1 suivent les cours à Davayat, les CE2, CM1 et CM2 à Cellule.
Il existe aussi l'école élémentaire privée Sainte-Philomène. Elle assure les cours de la maternelle au CM2, les lundis, mardis, jeudis et vendredis.
Les élèves poursuivent leur scolarité au collège Champclaux de Châtel-Guyon ou au collège Michel-de-l'Hospital à Riom puis, à Riom, au lycée Virlogeux pour les filières générales et STMG ou au lycée Pierre-Joël-Bonté pour la filière STI2D.

## Économie

### Revenus de la population et fiscalité
En 2011, le revenu fiscal médian par ménage s'élevait à 39 230 €, ce qui plaçait Cellule au 3 629e rang des communes de plus de 49 ménages en métropole.

### Emploi
En 2012, la population âgée de 15 à 64 ans s'élevait à 771 personnes, parmi lesquelles on comptait 69,6 % d'actifs dont 66,3 % ayant un emploi et 3,4 % de chômeurs.
On comptait 272 emplois dans la zone d'emploi. Le nombre d'actifs ayant un emploi résidant dans la zone étant de 513, l'indicateur de concentration d'emploi est de 53,1 %, ce qui signifie que la commune offre moins d'un emploi par habitant actif.

### Entreprises
Au 1er janvier 2014, Cellule comptait 35 entreprises : une dans l'industrie, quatorze dans la construction, dix-sept dans le commerce, les transports et les services divers et trois dans le secteur administratif.
En outre, elle comptait 37 établissements.

### Commerce
La base permanente des équipements de 2014 ne recense aucun commerce.

### Tourisme
Au 1er janvier 2015, la commune ne comptait ni hôtels, ni campings, ni aucun autre hébergement collectif.

## Culture locale et patrimoine

### Lieux et monuments

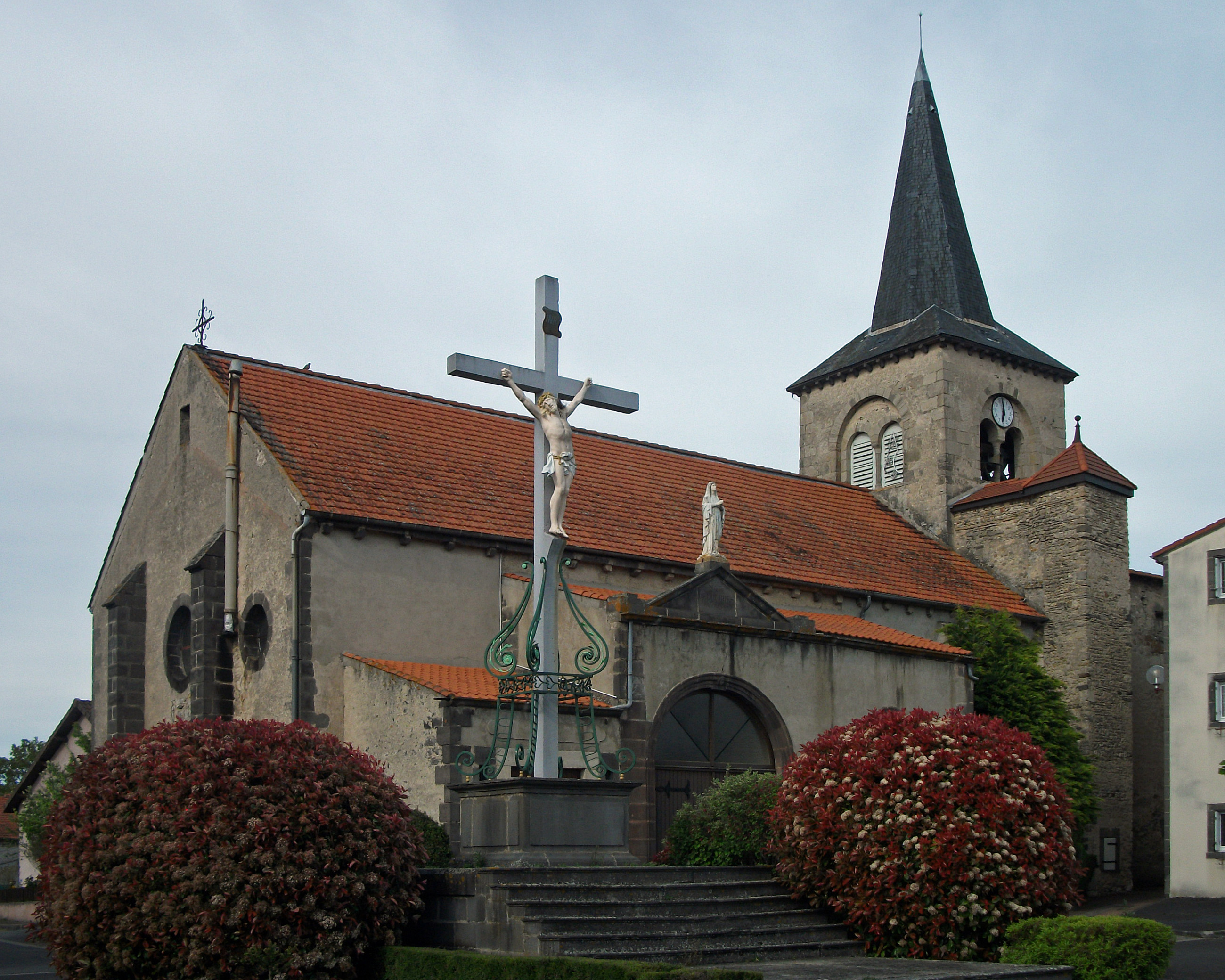
Église.

Cellule ne compte aucun édifice inscrit ou classé aux monuments historiques.
Dans l'église, le bas-relief, du XVe siècle, est classé monument historique au titre objet le 22 juillet 1983.

### Personnalités liées à la commune
- Henri Amédée Le Lorgne d'Ideville (1830-1887), diplomate et écrivain, né au château de Saulnat à Cellule.
- La famille Brasseur (Espinasse) est originaire de Cellule.

## Compléments